# Palais Catherine (Moscou)
Pour le palais à Pouchkine, voir Palais Catherine.

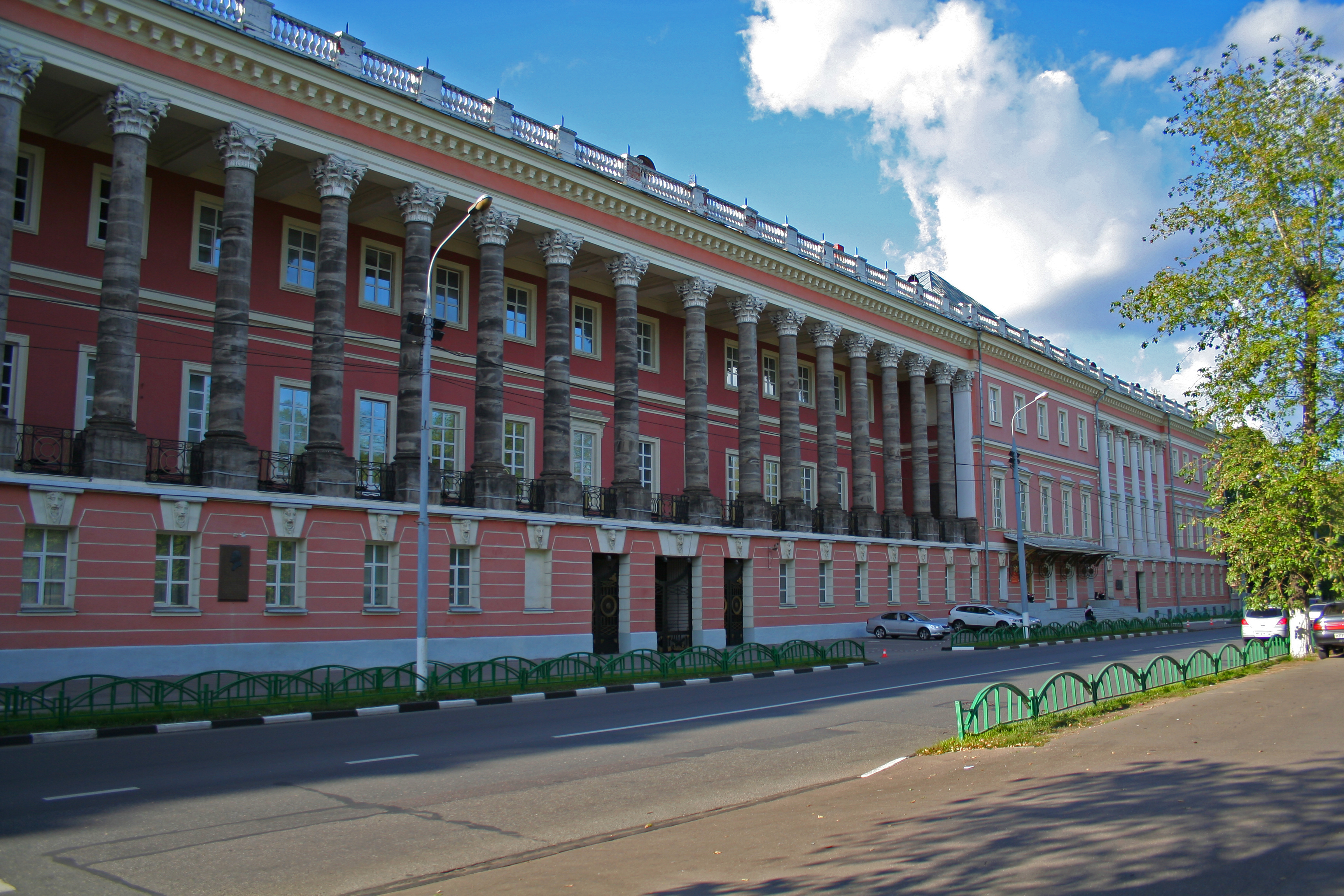
La plus longue colonnade de Moscou se compose de seize colonnes sombres dans une loggia.

Le palais Catherine est une résidence de style néoclassique de l'impératrice Catherine II de Russie sur les bords de la Iaouza à Lefortovo, Moscou. Il ne doit pas être confondu avec le bien plus célèbre palais Catherine de Tsarskoïe Selo.
La résidence est également connue sous le nom palais Golovine, d'après son premier propriétaire, le comte Fédor Golovine, premier chancelier de l'Empire russe. Après sa mort, l'impératrice Anne demande à l'architecte Bartolomeo Rastrelli de remplacer le palais Golovine par une résidence connue sous le nom d'Annenhof (palais d'Anne en allemand). Ce fut la résidence préférée d'Anne. De style baroque, la résidence était constituée de deux bâtiments en bois de deux étages, le palais d'Eté et le palais d'Hiver. 

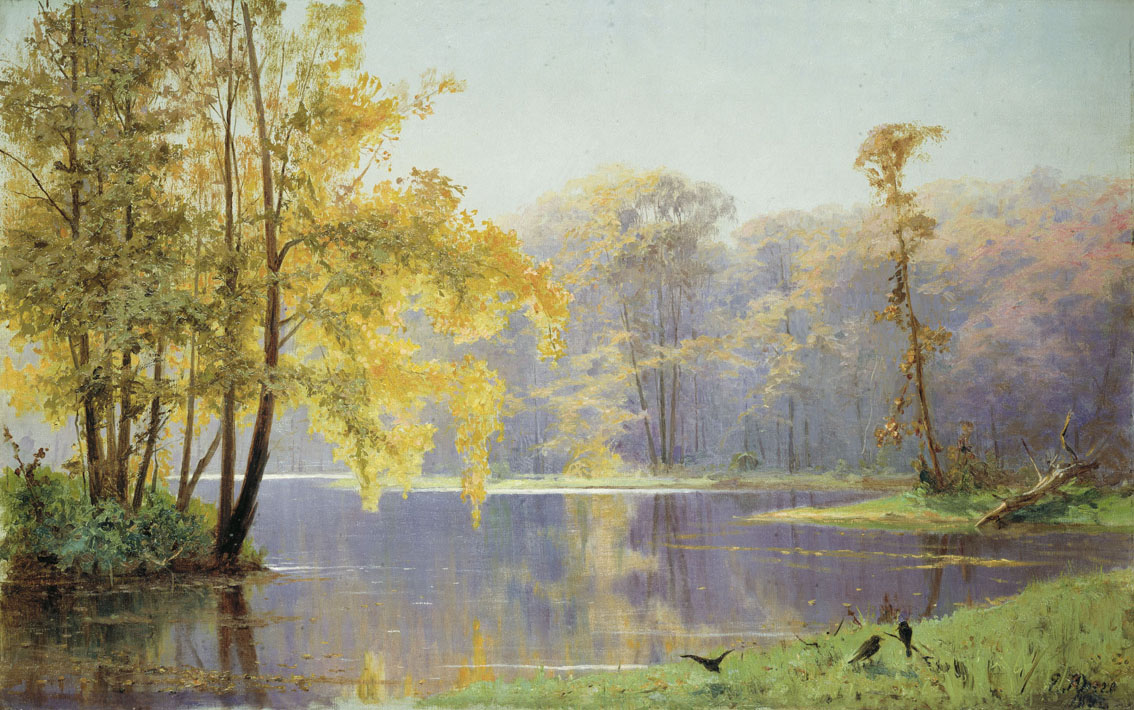
Le parc Annenhof en 1892.

Annenhof a été abandonné après un incendie en 1746. Catherine II, qui trouve les deux édifices plutôt vieux et délabrés, ordonne leur démolition dans les années 1760. Après 1773, Karl Blank, Giacomo Quarenghi et Francesco Camporesi sont les architectes qui travaillent pour superviser la construction d'une résidence néo-classique à Lefortovo. Paul Ier, connu pour son aversion des palais de sa mère, convertit le palais Catherine en caserne.
Après l'occupation de Moscou par l'armée de Napoléon, le palais a été restauré sous la supervision de l'architecte Bovet. Il a depuis été occupé par les institutions militaires et a été généralement inaccessible au grand public. En octobre 1917, les cadets de Moscou opposent une résistance farouche aux bolcheviks à Lefortovo.